# Robin Hodder
Robin Godfrey Hodder, född 1 oktober 1937 i Maryborough, död 19 mars 2006 i Ashburton, var en australisk landhockeyspelare.
Hodder blev olympisk bronsmedaljör i landhockey vid sommarspelen 1964 i Tokyo.